# Montbronn
Montbronn (deutsch Mombronn, 1940–1944 Bergbrunn, lothringisch Mumere) ist eine französische Gemeinde im Département Moselle in der Region Grand Est (bis 2015 Lothringen). Sie gehört zum Arrondissement Sarreguemines und zum Kanton Bitche.
Mit 1583 Einwohnern (Stand 1. Januar 2022) ist Montbronn nach Bitsch und Rohrbach die drittgrößte Gemeinde des Bitscher Landes. Die Einwohner nennen sich auf Französisch Montbronnois, auf Deutsch Mombronner und im örtlichen rheinfränkischen Dialekt Mummerer. In dieser deutsch-lothringischen Regionalsprache werden sie auch als Hätsche, Moren oder Viehvolk bezeichnet.

## Geografie

### Geographische Lage
Die Gemeinde Montbronn im grenzübergreifenden Biosphärenreservat Pfälzerwald-Nordvogesen liegt im Süden des Bitscher Landes, am Übergang zum Krummen Elsass, etwa 15 km südwestlich von Bitsch, 20 km nordöstlich von Sarre-Union und 45 km südöstlich von Saarbrücken. Der Ort hat einen Anteil am Naturpark Nordvogesen. Montbronn, mit seinem modernen und großzügigen Gemeindezentrum, das sich im Wesentlichen an zwei Straßen entlangzieht, liegt am Übergang der Vogesen zur Lothringer Hochfläche.
Nachbargemeinden von Montbronn sind Enchenberg im Nordwesten, Saint-Louis-lès-Bitche im Osten, Meisenthal im Südosten, Soucht im Süden, Rahling im Westen sowie Bining im Nordwesten.

### Ortsteile
Zu Montbronn gehören die Ortsteile Hörnerhof, Lisenburgerhof, Metschbrück (deutsch zeitweise auch Metzbrück), Mombronner Mühle, Münzthaler Mühle und Ziegelscheuer.

## Geschichte

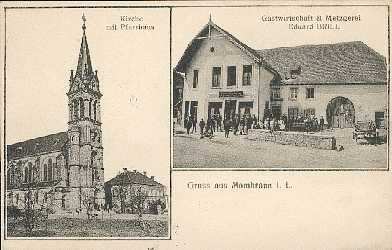
Montbronn vor dem Ersten Weltkrieg

Der Ort wurde 1150 als Mabrunnen erstmals erwähnt. Dies weist auf die zahlreichen Brunnen und Quellen in der Gemarkung hin, die Grundlage für die Vergangenheit Montbronns als Badeort waren, die erst im 19. Jahrhundert ihr Ende fand. Der ursprünglich als Lehen der Kirche von Verdun zur Herrschaft Bitsch gehörende Ort kam Mitte des 13. Jahrhunderts zur Herrschaft Lichtenberg und Anfang des 14. Jahrhunderts zur Grafschaft Lützelstein. Der Ort wurde dann dem Ritter Johann von Monbron als Lehen gegeben, wodurch die Herrschaft Mombronn entstand. Mit der Grafschaft Lützelstein kam die Herrschaft Mombronn 1452 zu Kurpfalz. 1557 wurde Mombronn protestantisch und zu einem Zentrum des Protestantismus im Bitscher Land.
Im Chronicon Alsatiae (1592) kann man folgendes über den Herren von Mombronn lesen: « Die von Monbron / haben geführt in dem Schild und auf dem Helm / einen griene Adler in weißen Feld / Helmdeck grün und weiß / haben ihren Namen von dem Dorf Monbron / so von der Pfalz zu Lehenrürt ist / von den von Monbron auf Johann Sumpffen von Simern kommen / und als derselbige  ohne Männliche Erben verstorben / an dies von Schönberg / als derselbe auch abgegangen / ohne männliches Leihserbe / ist solches Lehen der Churfürsten Pfalz / wieder Apert worden ».
1623 erfolgte die Abtretung des Ortes an Henriette, Nichte des Herzogs Henri II. von Lothringen und Prinzessin von Lixheim. 1702 kehrte Mombronn zu Lothringen zurück, blieb aber als Enklave bis zur Französischen Revolution dem Bezirk Lixheim zugehörig. Im Jahre 1723, errichteten die Glasmacher Peter Kauffelt, Valentin Strauß und Moritz Zimmermann eine kleine Glashütte in Mombronn, die gleich nach 14 Monaten wieder einging.
Von 1871 bis zum Ende des Ersten Weltkrieges gehörte Mombronn als Teil des Reichslandes Elsaß-Lothringen zum Deutschen Reich und war dem Kreis Saargemünd im Bezirk Lothringen zugeordnet.
Von 1790 bis 1802 gehörte Montbronn zum nicht mehr bestehenden Kanton Lemberg, danach von 1802 bis 2015 zum auch nicht mehr bestehenden Kanton Rohrbach und seither zum Kanton Bitche.

### Bevölkerungsentwicklung
| Jahr      | 1962 | 1968 | 1975 | 1982 | 1990 | 1999 | 2007 | 2019 |
| Einwohner | 1649 | 1755 | 1791 | 1743 | 1698 | 1668 | 1671 | 1621 |

## Politik

### Gemeinderat
Der Gemeinderat in Montbronn besteht aus 19 Ratsmitgliedern, die bei der 2014 Kommunalwahl gewählt wurden.
Die Sitzverteilung im Gemeinderat:
| Wahl | Regierungsmehrheit | Opposition | Gesamt   |
| ---- | ------------------ | ---------- | -------- |
| 2014 | 15                 | 4          | 19 Sitze |

### Wappen
| Wappen von Montbronn | Blasonierung: „In Gold ein rotbewehrter grüner Adler.“                                                                                              |
| Wappen von Montbronn | Es handelt sich um das alte Wappen der Ritterfamilie Montbronn. Laut Bernhard Hertzogs Chronicon Alsatiae war der Grund im 16. Jahrhundert silbern. |

## Wirtschaft und Infrastruktur

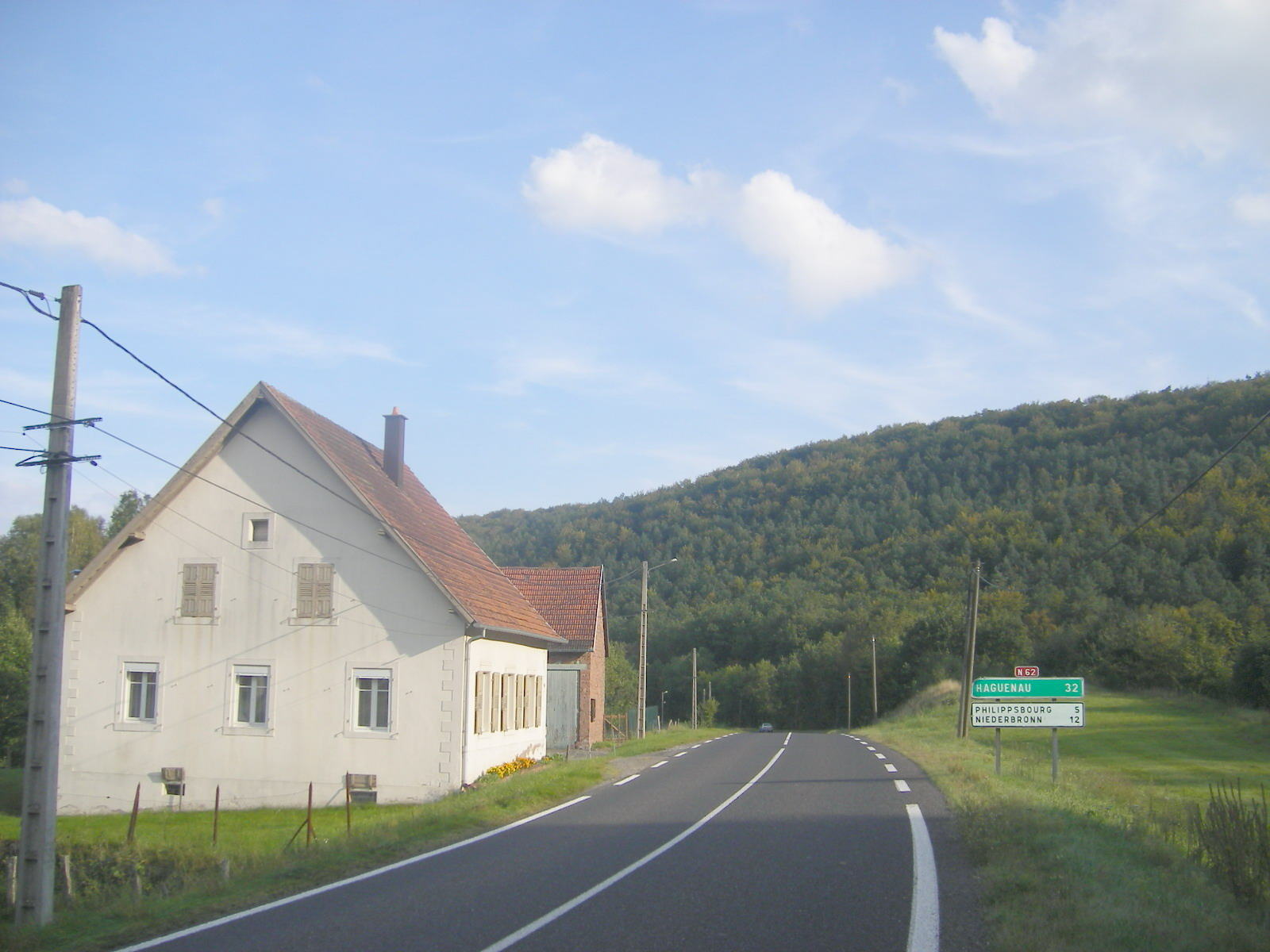
Ehemalige Nationalstraße 62 in Bannstein

### Verkehr
Linienbusverkehr
Von Montbronn aus gibt es Linienbusverkehr nach Bitsch und Wingen an der Moder.
| Linie | Linienverlauf                                                                                                   | Takt         |
| ----- | --- | ------------ |
| L105  | Bitsch – Schwangerbach – Lemberg – Götzenbrück – Meisenthal – Sucht – Mombronn – Enchenberg                     | 3 Mal am Tag |
| L134  | Enchenberg – Mombronn – St. Louis – Meisenthal – Sucht – (Meisenthal) – Hühnerschärr – (Rosteig) – Wingen/Moder | 2 Mal am Tag |

Straßenverkehr
Die Départementstraße D 83A verläuft durch das Dorf. Von Enchenberg kommend, durchquert sie Montbronn und führt weiter durch Neubau (OT von Butten und Ratzwiller) und dem Waderhof (OT von Lorentzen) nach Lorentzen. In Enchenberg beginnt die Straße an einer Kreuzung mit der D 36, die die ehemalige Nationalstraße 62 (heute D 662) von Saargemünd nach Haguenau mit der D 37 von Wimmenau nach Bitsch verbindet, und somit Petit-Réderching mit Lemberg. Die D 83a überquert kurz nach der Ausfahrt aus Montbronn die Départementgrenze Moselle–Bas-Rhin und nimmt dann den Namen D 723 an. Kurz vor dem Waderhof beginnt die D 823, die die D 723 mit dem Ortsmitte von Diemeringen verbindet. Kurz vor dem Ortseingang von Lorentzen, mündet die D 723 in die D 8, die Rohrbach mit Sarre-Union verbindet.
Weitere wichtige Straßen sind:
- D 36A von der D 83a in Montbronn über Saint-Louis-lès-Bitche zur D 36 am Ortseingang von Lemberg
- D 110F von der D 83a in Montbronn über die Ortsteile Hörnerhof und Mombronner Mühle zur D 662 in Rohrbach
- D 83 von der D 37 zwischen dem Breitenstein und Götzenbrück über Meisenthal, Soucht, Rahling, Schmittviller und Kalhausen zur D 33 beim Bahnhof von Kalhausen. Sie kreuzt die D 83a am Ort Rahlinger Eck, gleich nach der Abfahrt von Montbronn.

### Wirtschaft
Die Cristallerie de Montbronn (wörtlich Kristallfabrik von Mombronn) wurde im Jahr 1930 von Joseph Ferstler gegründet und ist auch heute noch in Familienbesitz. Sie fertigt aufwändig wertvolle Glasprodukte, mit denen sie auf allen wichtigen Messen der Welt vertreten ist.

### Medien
Im Département Moselle erscheint täglich der Républicain Lorrain mit einem eigenständigen Regionalteil Sarreguemines-Bitche für das Arrondissement Sarreguemines. Daneben sendet das in Bitsch ansässige Radio Studio 1 auf der Frequenz 105,8 MHz ein lokales Radioprogramm für das Bitscher Land mit Informationen aus der Region. Des Weiteren gab es in Bitsch zwischen 1998 und 2018 einen lokalen Fernsehsender namens TV Cristal. Dieser wurde am 17. Oktober 2018 mit dem Saargemünder Fernsehsender Mosaïk fusioniert. Infolgedessen erhielt der neue Fernsehsender, der täglich über das lokale und überregionale Geschehen berichtet, den Namen Mosaïk Cristal.

## Kultur und Sehenswürdigkeiten
- Kirche St. Georg
- Dreifaltigkeits-Kapelle
- Haus eines Hufschmieds vom Ende des 18. Jahrhunderts mit einem Türsturz aus einer Rahlinger Werkstätte
- Haus Salladin (frz. Maison Salladin), um 1830 von der gleichnamigen Bildhauerfamilie erbaut, mit viel Skulpturenschmuck

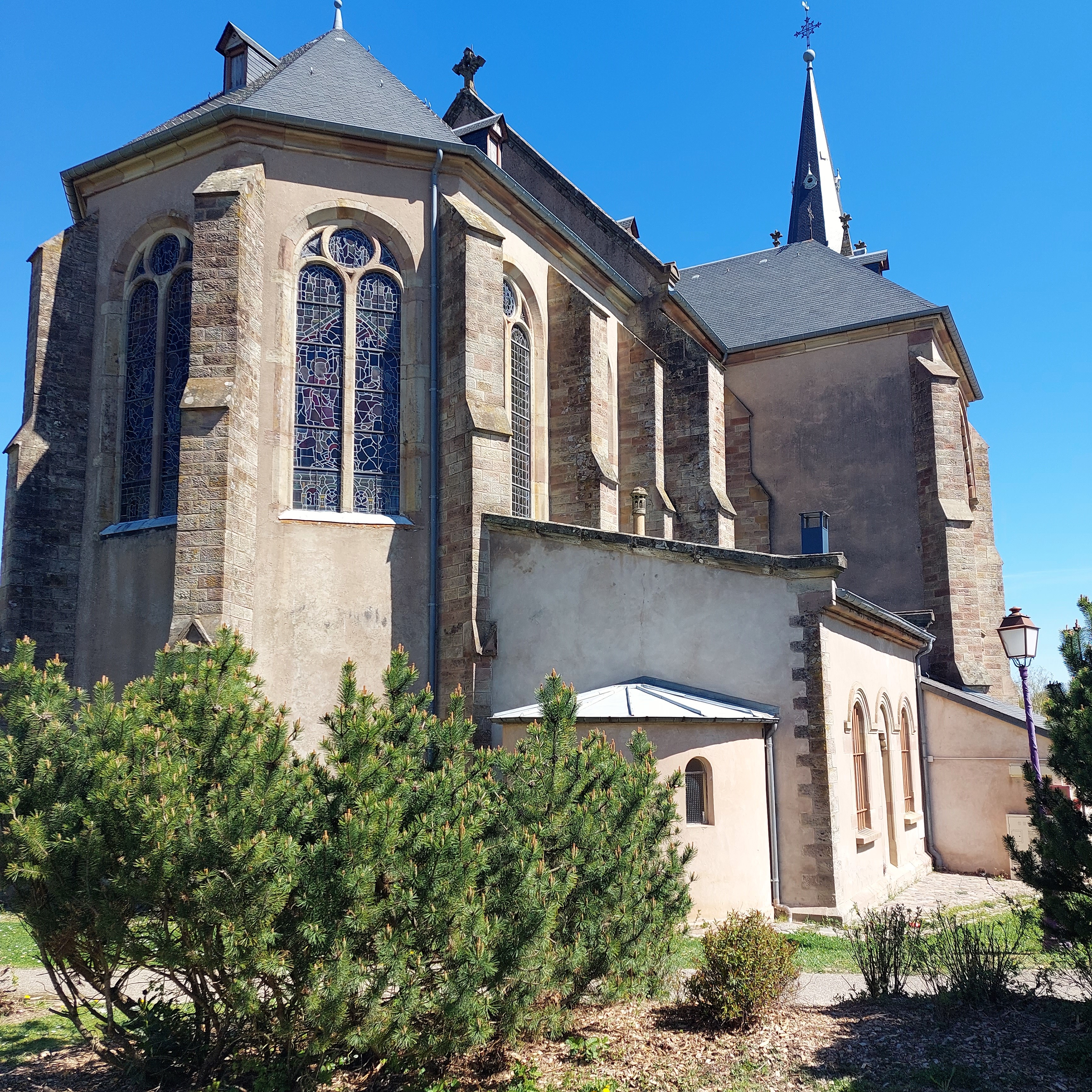
Kirche St. Georg
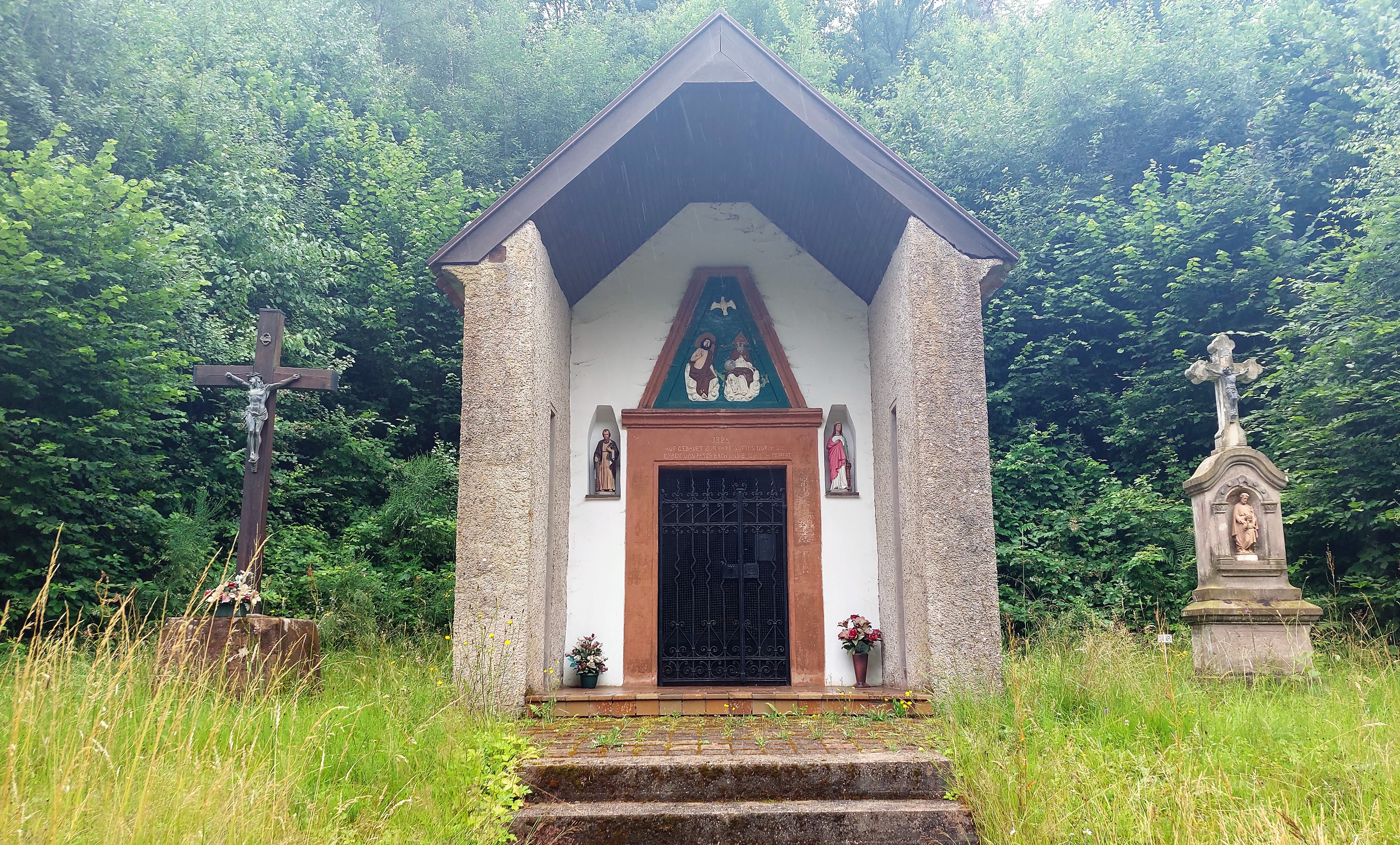
Dreifaltigkeits-Kapelle
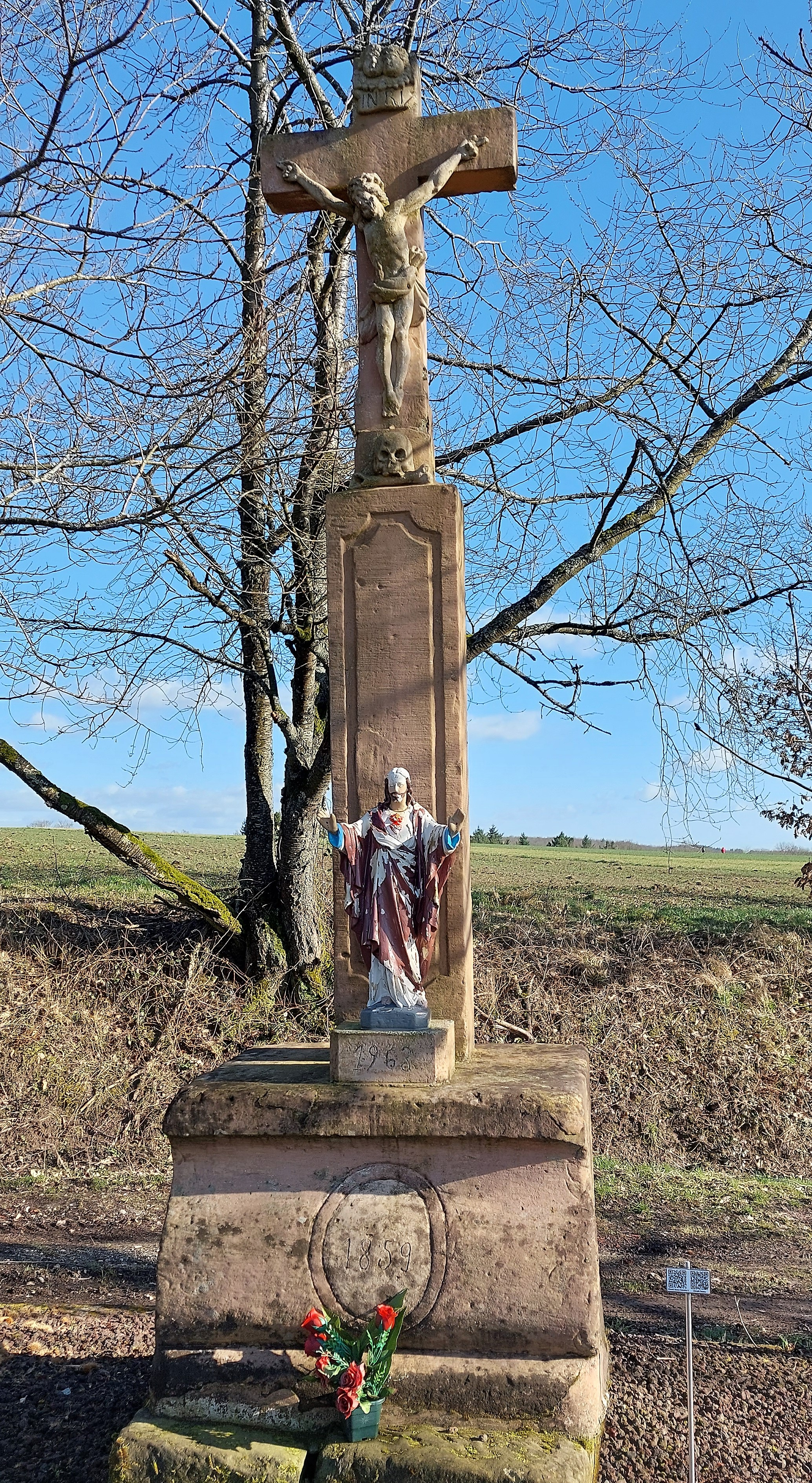
Eines der zahlreichen Calvaires
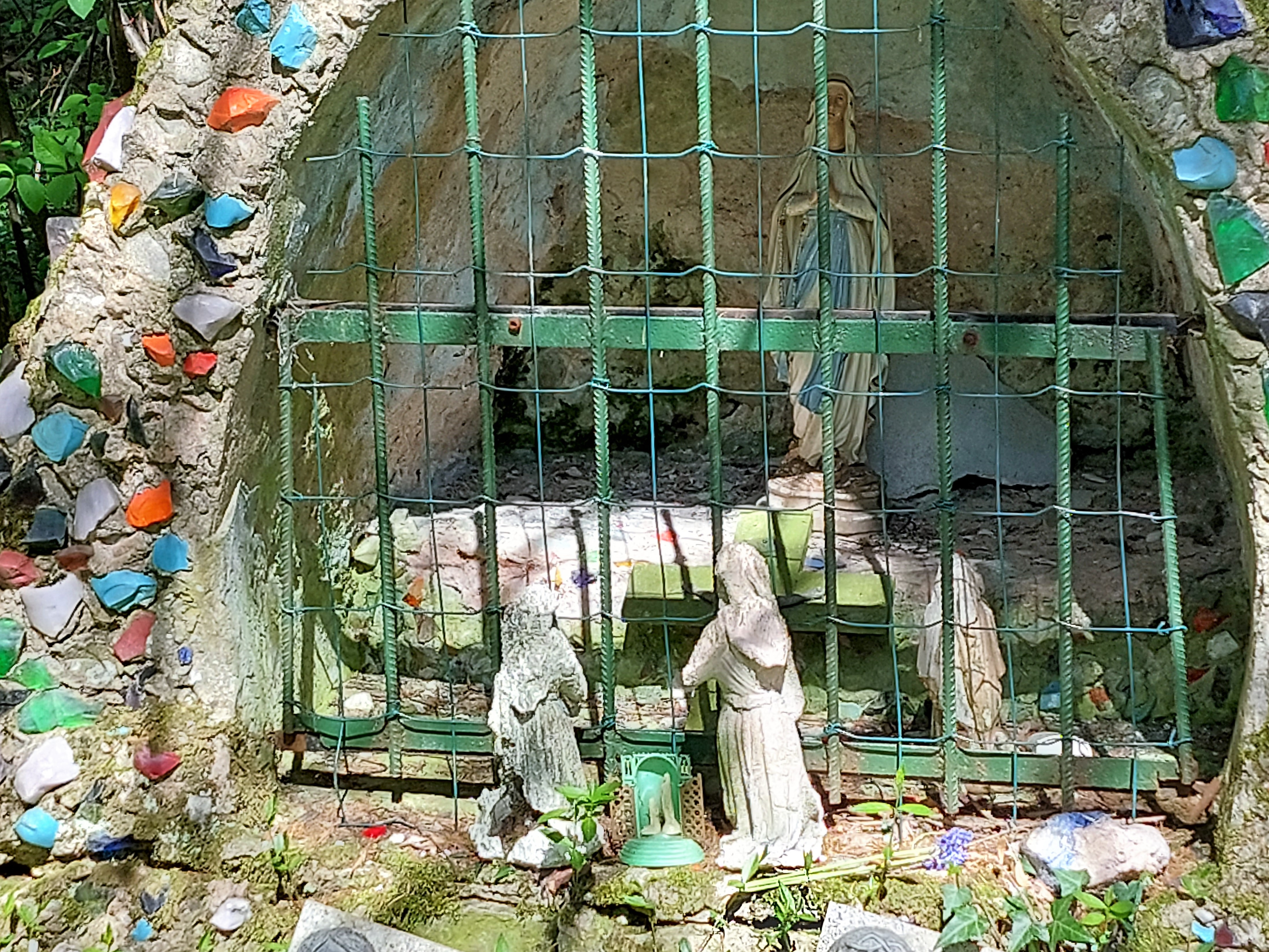
Replik einer Lourdesgrotte
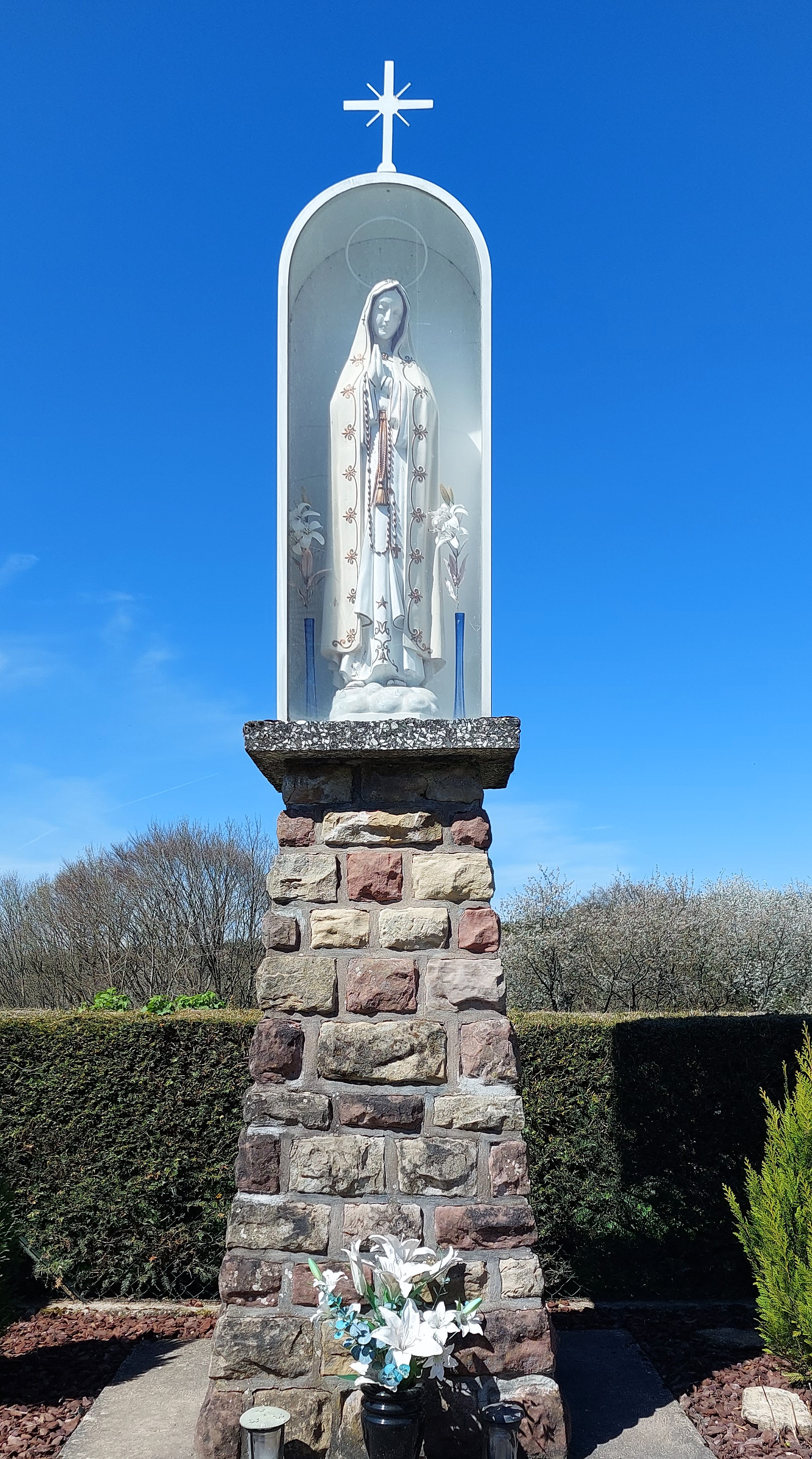
Marienstatue
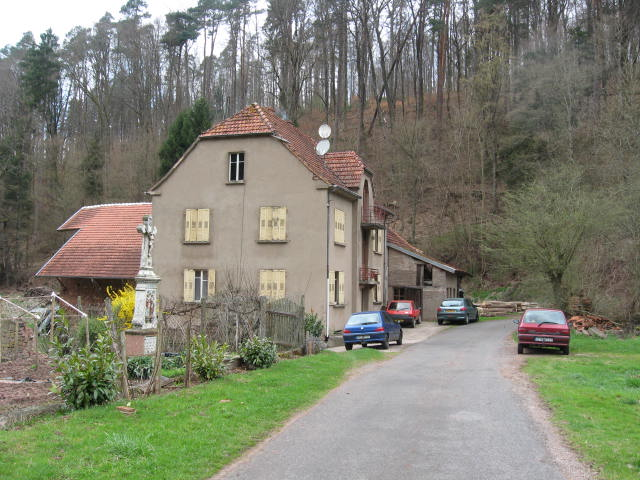
Wassermühle
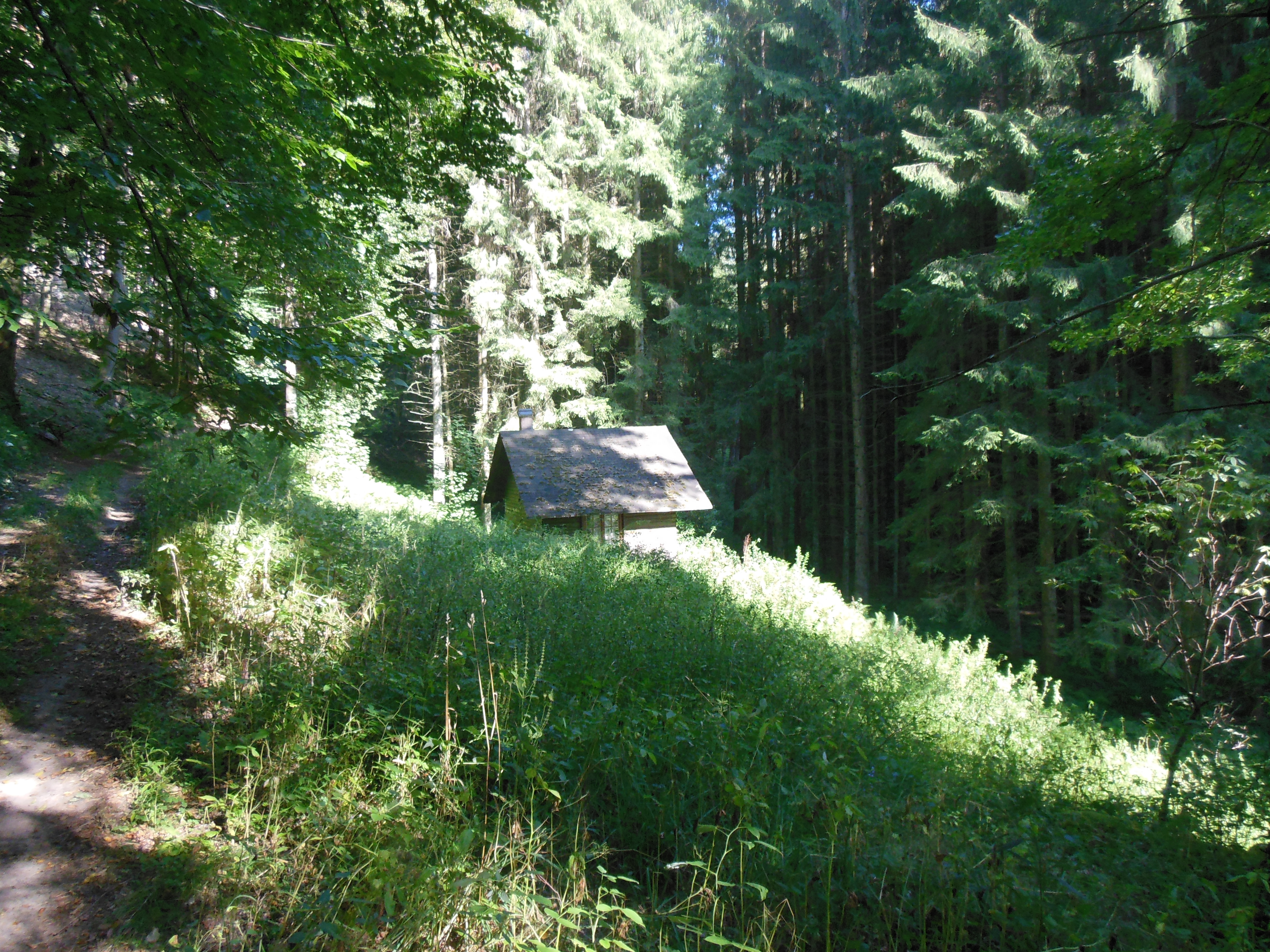
Kambachtal in Montbronn

## Belege
1. 1 2  IGN-Karte
2. 1 2  Bernhard Hertzog: Von abgestorbenen Adenlichen Geschlechtern - Das Sechste Buch von untern Elsaß. In: Chronicon Alsatiae. Edelsasser Cronick und ausführliche Beschreibung des untern Elsasses am Rheinstrom. Bernhard Jobin, Straßburg 1592, S. 191 (837 S., eingeschränkte Vorschau in der Google-Buchsuche).
3. ↑  Otto Flory: Die Geschichte der Glasindustrie in Lothringen. In: Jahrbuch der Gesellschaft für lothringische Geschichte und Altertumskunde. Band 23. G. Scriba, Metz 1911, S. 208 (815 S.).
4. ↑  Ministère de l'Intérieur: Résultats des élections municipales et communautaires 2014. Abgerufen am 25. Dezember 2018 (französisch).
5. ↑  Wappenbeschreibung auf genealogie-lorraine.fr (französisch)
6. ↑  Royer Voyages: Ligne régulière Tim - ligne 105 - Enchenberg-Bitche. Abgerufen am 25. Dezember 2018 (französisch).
7. ↑  Royer Voyages: Ligne régulière Tim - ligne 134 - Wingen-sur-Moder-Enchenberg. Archiviert vom Original am 26. Dezember 2018; abgerufen am 25. Dezember 2018 (französisch).  Info: Der Archivlink wurde automatisch eingesetzt und noch nicht geprüft. Bitte prüfe Original- und Archivlink gemäß Anleitung und entferne dann diesen Hinweis.
8. ↑  Le Républicain lorrain: Montbronn. Abgerufen am 25. Dezember 2018 (französisch).